# Odontomyia transversa
Odontomyia transversa är en tvåvingeart som beskrevs av Enrico Adelelmo Brunetti 1920. Odontomyia transversa ingår i släktet Odontomyia och familjen vapenflugor. Inga underarter finns listade i Catalogue of Life.